# Amathusia melanops
Amathusia melanops är en fjärilsart som beskrevs av Van Eecke 1918. Amathusia melanops ingår i släktet Amathusia och familjen praktfjärilar. Inga underarter finns listade i Catalogue of Life.